# Otto Bessenrodt
Otto Bessenrodt (geboren 28. November 1897 in Frankenhausen; gestorben 1. Februar 1971 in Waldkirch) war ein deutscher Philologe, Gymnasiallehrer, Heimatkundler und Publizist, Schriftsteller und Kulturwissenschaftler.

## Leben
Der Ende des 19. Jahrhunderts im Kyffhäuser geborene Bessenrodt war Sohn eines Schneidermeisters und Kaufmanns. Nach dem Besuch des Volksschul- und Realgymnasiums in Bad Frankenhausen legte er 1916 sein Abitur in Weimar ab und wurde anschließend als Soldat in den Kampfhandlungen des Ersten Weltkrieges verwundet.
Ab 1919 studierte er an der Sächsischen Gesamtuniversität in Jena die Fächer Geschichte, Philosophie, Deutsch, und Französisch und hielt sich zu Studienzwecken in Kiel und Göttingen auf. 1922 wurde er in Jena zum Dr. phil. promoviert.
1923 wurde Bessenrodt Mitglied des Thüringischen Philologenverbands, legte im selben Jahr sein Staatsexamen für das höhere Lehramt, 1924 das zweites Staatsexamen in Gotha ab.
Ebenfalls ab 1923 und bis 1937 oder von 1924 bis 1939 wirkte er als Lehrer am Gymnasium Ernestinum in Gotha, ab 1932 als Studienrat.
Unterdessen hatte er 1930 Margarete Wobe geheiratet, mit der er zwei Kinder bekam. Parallel zu seiner Lehrtätigkeit am Gothaischen Ernestinum wirkte er ab 1932 als Direktor der Fröbelschule Keilhau, bis er im Jahr der Machtergreifung der Nationalsozialisten 1933 durch die staatlichen Behörden aus diesem Amt entlassen wurde. 1934 wurde er „Mitglied der Vormals Königlich Preußischen Akademie der gemeinnützigen Wissenschaften in Berlin“.
Bessenrodt unternahm zahlreiche Reisen und verfasste darüber verschiedene Reiseberichte. Im Jahr nach der Reichspogromnacht publizierte er seine 1939 in einer Beilage im Gothaischen Tageblatts erschienene Schrift über Juden in Gotha als Rück- und Ausblick der Geschichte der Juden in Thüringen und Deutschland.
Im Zweiten Weltkrieg diente er als Offizier und kam 1945 in englische Kriegsgefangenschaft. 1947 ging er in der Britischen Besatzungszone nach Burgdorf bei Hannover. Dort gründete er 1949 gemeinsam mit anderen die „Philosophische Arbeitsgemeinschaft“ an der Burgdorfer Volkshochschule und betätigte sich ab demselben Jahr als freier Mitarbeiter des Burgdorfer Kreisblattes. 1950 trat er dem Niedersächsischen Philologenverband bei, wurde kurzzeitig an einer Privatschule in Uetze tätig und wechselte noch im selben Jahr an das Hermann-Billung-Gymnasium in Celle, an dem er ab 1954 als Oberstudienrat wirkte.
Bessenrodt publizierte zahlreiche lokalhistorische Schriften und journalistische Arbeiten in der deutschen Presse. 1964 ging er Pension, bis 1970 zudem einer verkürzten Lehrtätigkeit nach. In der Folge gab er verschiedene Schriften zur Geschichte der Stadt Burgdorf heraus, darunter die monografische Reihe Stadtgeschichtliche Hefte der Kreisstadt Burgdorf als Veröffentlichungen aus dem Burgdorfer Stadtarchiv, in der als Heft 4 die Schrift über das Burgdorfer Handwerk. Gilden, Zünfte und Innungen 1541 - 1879 erschien. Noch 1971 verfasste Bessenrodt die Jubiläumsschrift 100 Jahre Freiwillige Feuerwehr Burgdorf. 1871 - 1971.
Otto Bessenrodt starb im Alter von 73 Jahren am Wohnort seiner Tochter in Waldkirch im Breisgau.

## Ehrungen
An Bessenrodts ehemaligen Wohnort in Burgdorf wurde eine Straße nach dem Schriftsteller benannt.

## Schriften (Auswahl)
- Die äußere Politik der thüringischen Staaten von 1806–1815, 1. Auflage, Volksausgabe, Band 1, Mühlhausen: Urquell-Verlag, 1925; Inhaltsverzeichnis
- Friedrich Wilhelm Zachariä. Zur 200jährigen Wiederkehr des Geburtstages des thüringischen Dichters, 2. Auflage, Mühlhausen: Urquell-Verlag, 1926; Inhaltsverzeichnis
- Im Auto nach Paris, Ein charakterologischer Reisebericht, 1.–3. Tsd., Flarchheim in Thüringen: Urquell-Verlag, 1928; Inhaltsverzeichnis
- Thüringische Geschichte in Roman, Novelle und Erzählung. Ein Buchberater, Gotha: Engelhard-Reyher, 1931; Inhaltsverzeichnis
- Otto Bessenrodt, Kurt Schmidt: Gotha als deutsche Stadt (= Gotha in der Neuzeit, Band 3) (= Gotha, Heft 5), Gotha: Engelhard-Reyher, 1931; Inhaltsverzeichnis
- Das Land der "Unehrlichkeit" - England, Flarchheim in Th.: Urquell-Verlag, 1931; Inhaltsverzeichnis
- Das Landerziehungsheim Keilhau, Werbeschrift, [Keilhau]: [Landerziehungsheim], [1933]
- Otto Ludwig (Verf.), Otto Bessenrodt (Vorw.): Der Erbförster. Trauerspiel (= Aus deutschem Schrifttum und deutscher Kultur, Bd. 503/504), Langensalza; Berlin; Leipzig: J. Beltz, 1935
- Volkesnot und Freiheitskampf. Thüringisch-deutsche Schicksalsbilder 1806/13 (= Thüringische Lesehefte zur deutschen Geschichte, H. 3), Langensalza; Berlin; Leipzig: J. Beltz, 1936
- Christian Maximilian Wilhelm Knauth (Text), Otto Bessenrodt (Hrsg.): Spanisches Kriegstagebuch. Feldzug in Katalonien 1810, Gotha: Engelhard-Reyher, 1937; Inhaltsverzeichnis
- Juden in Gotha. Ein geschichtlicher Rückblick mit Ausblicken auf die Geschichte der Juden in Thüringen und Deutschland. Aus: Rund um den Friedenstein, Beilage im Gothaischen Tageblatt, Gotha: Stollberg, 1939
- Otto Bessenrodt (Bearb.): Evolution statt Revolution. Eine Stellungnahme zum Rahmenplan erstattet vom Schulpolitischen Ausschuss des Philologenverbandes Niedersachsen, Hannover: Philologenverband Niedersachsen, 1959
- Otto Bessenrodt (Hrsg.): Die höhere Schule in der technisch-industriellen Arbeitswelt. Goslar am 18. und 19. Juni 1959 (= Vorträge und Diskussionen zur … Jahreshauptversammlung, Bd. 12), Hannover: Philologen-Verband Niedersachsen, 1959
- Die Elternsprechstunde. Ein Ratgeber in Briefen für Eltern und Lehre, Frankfurt am Main: Hirschgraben-Verlag, 1959; Inhaltsverzeichnis
  - Otto Bessenrodt (Verf.), M. M. Muñoz Jiménez-Millas (Übers.): Consultorio de padres de familia. Cartes de orientación para padres y educadores (= Die Elternsprechstunde) (= Colección Hogar y pedagogía, Bd. 39), Madrid: Ed. Studium, 1962
- Verfassungsgeschichte der Stadt Burgdorf (= Stadtgeschichtliche Hefte der Kreisstadt Burgdorf, Heft 1), Burgdorf bei Hannover: [Ress in Kommission], 1963; Inhaltsverzeichnis
- Otto Bessenrodt (Text), Ehsmann, Gerd Meinecke (Fotos): Geschichte des Schul- und Bildungswesens in der Stadt Burgdorf (= Stadtgeschichtliche Hefte der Kreisstadt Burgdorf, Heft 3), Burgdorf bei Hannover: [Ress in Kommission], 1964; Inhaltsverzeichnis
- Burgdorfer Handwerk. Gilden, Zünfte und Innungen 1541–1879 (= Stadtgeschichtliche Hefte der Kreisstadt Burgdorf, Heft 4), Burgdorf: [Ress in Kommission]; [Burgdorf]: [Buchhandlung Börges in Kommission], 1964; Inhaltsverzeichnis
- Otto Bessenrodt (Hrsg.) Modernes Gymnasium. Niedersächsischer Philologentag 1967. Vorträge und Berichte (= Schriftenreihe des Philologenverbandes Niedersachsen zur Pädagogik und Bildungspolitik. Niedersächsischer Philologentag <1967, Nordhorn>. Neue Folge, Band 1), [Hannover]: Philologenverband Niedersachsen, [1967]; Inhaltsverzeichnis
- 100 Jahre Freiwillige Feuerwehr Burgdorf. 1871–1971 (= Stadtgeschichtliche Hefte der Kreisstadt Burgdorf, Heft 7), Burgdorf: Rat und Verwaltung der Stadt Burgdorf, 1971; Inhaltsverzeichnis